# Caroline von Bremer
Caroline von Bremer (vollständiger Name Caroline Maria Julia Freiin von Bremer oder Caroline Marie Julie Freiin von Bremer; * 1766; † 1845 in Marienwerder) war Äbtissin des Klosters Marienwerder.

## Leben
Caroline von Bremer wurde zur Zeit des Kurfürstentums Braunschweig-Lüneburg während der Personalunion zwischen Großbritannien und Hannover als Spross des Adelsgeschlechtes von Bremer geboren als Tochter des Wirklichen Geheimen Rats und Staatsministers Benedix von Bremer (Benedict Bremer; 1717–1779) und der Caroline Auguste von Haus (Caroline Augustine von Haus; 1733–1795). Sie war eines von vier Kindern des Ehepaares.
1796 wurde von Bremer als Chanoinesse in das in Marienwerder gelegene gleichnamige Kloster eingeführt.

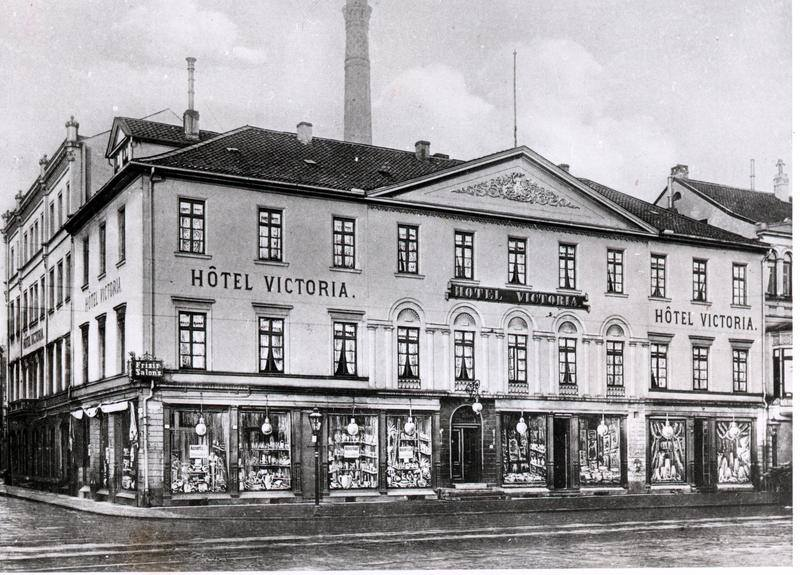
Das von Laves 1822 errichtete „Haus von Bremer“ wurde nach Kauf und Umbau von Klävemann ab etwa 1850 als Hotel Victoria betrieben, bevor es 1905 oder 1906 dem Haus Friedrich-Wilhelm wich.

Zur Zeit des Königreichs Hannover beauftragte sie Anfang der 1820er Jahre den Architekten und königlich hannoverschen Hofbaurat Georg Ludwig Friedrich Laves zum Entwurf eines repräsentativen Wohngebäudes in Hannover für sich selbst. So entstand nach den im Hauptstaatsarchiv Hannover erhalten Plänen von Laves aus dem Jahr 1821 das nach der Adeligen benannte Gebäude als eines der ersten Wohnhäuser und Prototyp einer Reihe gleichartiger Häuser unter der – zeitweiligen – Adresse Georgstraße 19 (später Hausnummer 27) Ecke Windmühlenstraße. Baubeginn für das Haus von Bremer war jedoch erst im November 1822. Das 1850/51 „von Klävemann“ gekaufte Haus und dann umgebaute Haus war zuletzt das Hotel Victoria und wurde 1905 oder 1906 abgebrochen.
1827 wurde die Freiin zur Äbtissin des Marienwerder Klosters gewählt. Die Domina wohnte zwar weiterhin vorwiegend in Hannover. Im Kloster konnte sie jedoch zeitlebens den Abriss der alten, „längst weithin funktionslosen Nonnenempore“ verhindern, wenngleich es der stetige wachsenden Gemeinde – zu der damals auch die Kirchgänger von Stöcken zählten – bald „an Licht und Luft sehr mangelte“.
Von Bremers Grabmal in Marienwerder ist bis heute erhalten.

## Archivalien
Archivalien von und über die Abtissin von Bremer finden sich beispielsweise
- in einem im Niedersächsischen Landesarchiv (Standort Hannover) befindlichen Depositum unter dem Titel Geschichte des Klosters Marienwerder, darin unter anderem das 1845 datierte Archivgut der Äbtissin Caroline von Bremer, Archivsignatur Dep. 98 Nr. 88[1]